# عنكبوت صياد شفتلي
عنكبوت صياد شفتلي (الاسم العلمي:Eusparassus shefteli) هو نوع من العنكبوتيات يتبع جنس العنكبوت الصياد من فصيلة العناكب الصيادة.